# Grubbia
Grubbia es un género  de plantas fanerógamas perteneciente a la familia Grubbiaceae. Comprende 10 especies descritas y de estas, solo 3 aceptadas.

## Taxonomía
El género fue descrito por  Peter Jonas Bergius y publicado en Kongl. Vetensk. Acad. Handl. 28: 36. 1767. La especie tipo es: Grubbia rosmarinifolia Krauss ex A.DC.

## Especies aceptadas
A continuación se brinda un listado de las especies del género Grubbia aceptadas hasta mayo de 2014, ordenadas alfabéticamente. Para cada una se indica el nombre binomial seguido del autor, abreviado según las convenciones y usos. 
- Grubbia rosmarinifolia Krauss ex A.DC.
- Grubbia rourkei Carlquist
- Grubbia tomentosa (Thunb.) Harms